# Gunnar Johansson
|  | «Gunnar Johansson» redirigeix aquí. Vegeu-ne altres significats a «Gunnar Johansson (desambiguació)». |

Gunnar Johansson   (Uppsala, 1933) és un ex-pilot de motocròs suec que destacà en aquest esport a començaments de la dècada de 1960, quan era un dels més reeixits participants del Campionat del Món de motocròs en 500cc. Arribà a ser-ne Subcampió la temporada de 1962 i, aquell mateix any, va formar part de l'equip de Suècia que guanyà el Motocross des Nations. Expert també en enduro, va aconseguir tres victòries a la Novemberkåsan (1955, 1956 i 1959), amb la qual cosa fou dels pocs a aconseguir-ne la copa en propietat.
Nascut a Jönninge, prop de Stavby, al municipi d'Uppsala (comtat d'Uppsala, província històrica d'Uppland), Johansson va començar a practicar l'esquí a començaments de la dècada de 1950. Amb l'AJS del seu germà gran, aprengué a conduir una motocicleta. Més tard, fou descobert pel departament de competició del fabricant d'Uppsala Nymanbolagen i, cap a 1952, va debutar en competicions de motocròs amb aquesta marca. El 1955 va guanyar la seva primera Novemberkåsan i el 1956, ja amb BSA. el Campionat de Suècia de 500 cc. Durant la seva carrera, va aconseguir 26 podis en aquest campionat competint pels clubs SMK Uppsala i MK Orion. Després de pilotar les NV (Nymanbolagen) i les BSA va córrer amb força altres marques, entre elles Lito, Jawa/ČZ, Triumph, Husqvarna, Crescent i Greeves.

## Palmarès al mundial de Motocròs
Font:
| Any  | Motocicleta  | 500cc |
| ---- | ------------ | ----- |
| 1953 | BSA          | 23è   |
| 1954 | BSA          | 14è   |
| 1955 | BSA          | -     |
| 1956 | BSA          | -     |
| 1957 | BSA          | 11è   |
| 1958 | Crescent-BSA | 9è    |
| 1959 | Crescent-AJS | 19è   |
| 1960 | Lito         | 6è    |
| 1961 | Lito         | 3r    |
| 1962 | Lito         | 2n    |
| 1963 | Lito         | -     |
| 1964 | Lito         | 13è   |
| 1965 | AMC Métisse  | 8è    |
| 1966 | ČZ           | 12è   |
| 1967 | ČZ           | 20è   |

Notes
1. ↑  Fins al 1956 inclòs no existia el Campionat del Món de 500 cc, ans el Campionat d'Europa